# Pierre-Arnaud de Chassy-Poulay
Pour les articles homonymes, voir Pierre Arnaud et Arnaud.
Pierre-Arnaud de Chassy-Poulay, de son vrai nom Pierre Arnaud, né le 6 novembre 1921 à Asnière (Seine) et décédé le 24 janvier 2013 à Poissy, est, sous son vrai nom, un auteur, interprète et réalisateur de spectacles son et lumière et, sous son pseudonyme, le « metteur en ondes » du feuilleton radiophonique Signé Furax diffusé à la fin des années 1950 et au début des années 1960 sur Europe 1.

## Biographie
À partir de 1953, Pierre Arnaud a réalisé une centaine de spectacles son et lumière dans divers pays du monde, le plus souvent dans des lieux prestigieux et chargés d'histoire, parmi lesquels on peut citer, en France, le château de Chenonceau, mais aussi l'Acropole d'Athènes (Grèce) et les sites antiques de Karnak (Égypte) et Persépolis (Iran).
Pierre Arnaud a également exercé, à titre plus épisodique, les métiers de comédien pour le théâtre, pianiste de cabaret, compositeur de musiques pour des pièces de théâtre. Il fut surtout, sous le pseudonyme de Pierre-Arnaud de Chassy-Poulay (dérivé du nom d'une arrière-arrière-arrière-grand-mère,), « metteur en ondes » pour la radio, restant célèbre pour son apparition dans le générique de fin de tous les épisodes du feuilleton radiophonique burlesque Signé Furax entre 1957 et 1960 : « Et de qui la mise en ondes ? – De Pierre-Arnaud de Chassy-Poulay, voyons ! ».
Pierre Arnaud était membre de l'Académie Alphonse-Allais.

## Œuvres imprimées
Auteur ou coauteur
- 1981 : Périclès m'a beaucoup aidé ou l'Étonnante aventure des grands Son et lumière, avec Maurice Guillon, Ytem-édition, Courbevoie, 131 p.  (ISBN 2-903038-08-2)
- 1998 : Tourisme et lumière : Guide pratique de l'animation nocturne des villes, sites et monuments, pour la Section de l'aménagement touristique (Conseil national du tourisme), sous la dir. de Guy Ébrard (président de la section), La Documentation française, Paris, 155 p.  (ISBN 2-11-004121-8)
- 2003 : Lux : Le monde en lumière, avec Pierre Delaporte et James Turrell (textes), Jean-Marc Charles (photographies) et François Roussely (préface), Seuil et Turner & Turner, Paris, 240 p.  (ISBN 2-02-058834-X)
- 2013 : "Dictionnaire ouvert jusqu'à 22 heures" de l'Académie Alphonse Allais; (Ed. Le Cherche-Midi)

Éditeur scientifique
- 1983 : Le Parti d'en rire, d'après l'émission de Pierre Dac et Francis Blanche, Le Cherche midi, Paris, 263 p.  (ISBN 2-243-02092-0) ; Presses de la Cité, coll. « Presses Pocket » (no 2261), Paris, 1984, 187 p.  (ISBN 2-266-01406-4)

## Pour le théâtre
Effets sonores
- 1962-1963 : Lieutenant Tenant de Pierre Gripari d'après Le Lieutenant Kijé d'Iouri Tynianov, mise en scène Jean-Paul Cisife
- 1976-1977 : Comme avant de Pascal Jardin d'après John Mortimer, mise en scène Andréas Voutsinás

Composition
- 1988-1989 : Le roi se meurt d'Eugène Ionesco, mise en scène René Dupuy